# Aelred van Rievaulx

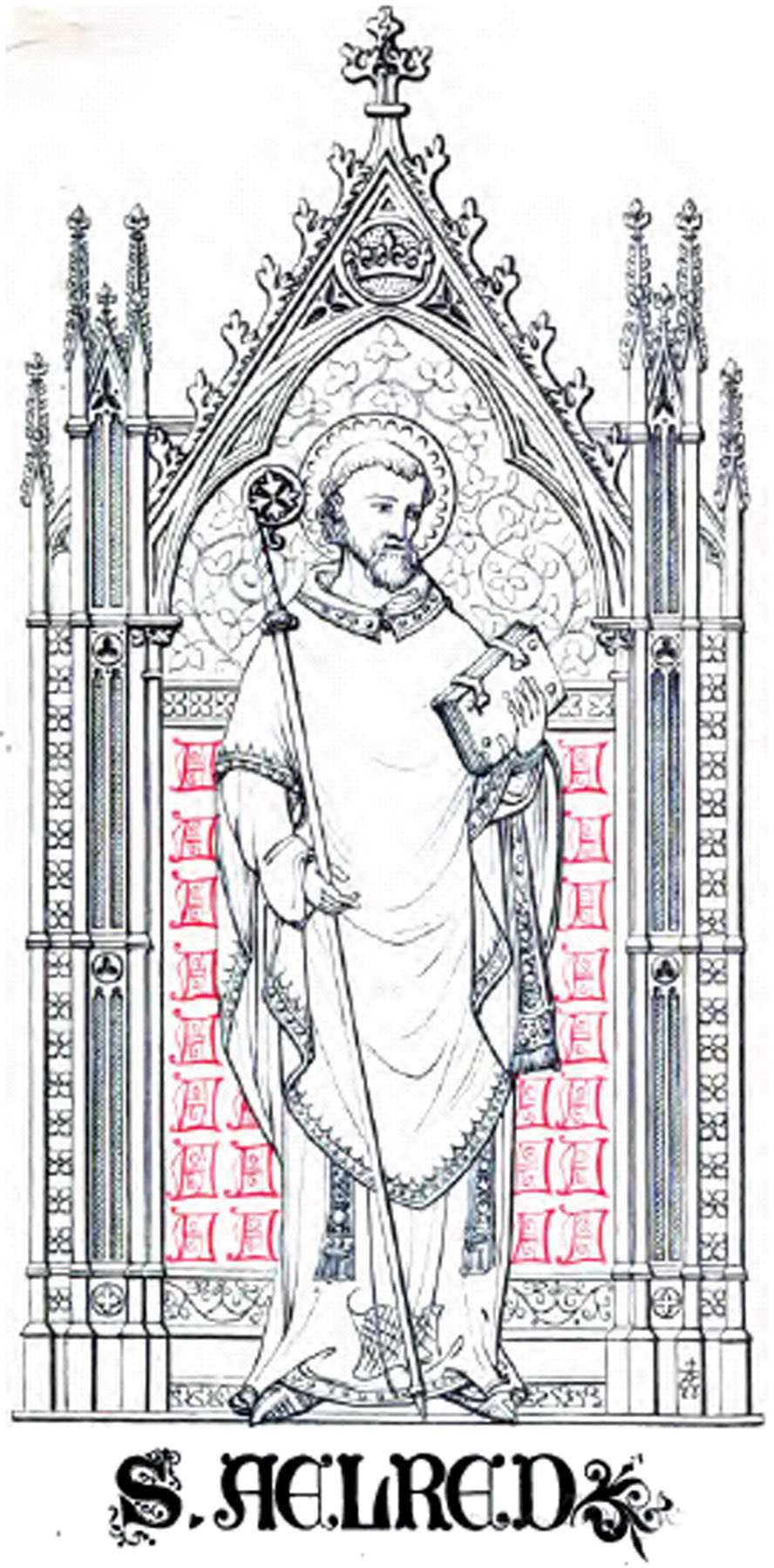
Aelred van Rievaulx

Aelred van Rievaulx (ook: Ethelred, Hexham, Northumbria, ca. 1110 – 12 januari 1167) was een Engels (geschied)schrijver tijdens de Anglo-Normandische periode. Hij was een cisterciënzer monnik en schreef in het Latijn. Hij was abt van de Abdij van Rievaulx, nabij Helmsley in North Yorkshire. 
Na een periode aan het hof van koning David I van Schotland betrok hij de abdij van Rievaulx, waar hij novicenmeester werd. In 1147 werd hij tot abt gekozen en hij zou de rest van zijn leven voor het klooster werkzaam blijven. Onder zijn leiding beleefde de abdij een bloeiperiode, waarin het aantal monniken zich uitbreidde tot meer dan 600. In zijn hoedanigheid als abt van Rievaulx en vanuit die functie tevens als hoofd van alle cisterciënzer kloosters in Engeland, bezocht hij regelmatig andere kloosters van zijn orde in Engeland, Schotland en Frankrijk. 
Mogelijk onder aanmoediging van Bernard van Clairvaux begon hij te schrijven. Tot zijn bekendste werken behoren Speculum Charitatis (De spiegel  der naastenliefde) en De Spirituali Amicitia (Over de geestelijke vriendschap). Hij schreef een aantal historische werken, waarvan hij er twee opdroeg aan Hendrik II, op wie hij een zekere invloed had. Ook schreef hij, net als Richard en John van Hexham een verslag van de Slag van de Standaard (Relatio de Standardo). Ander historisch werk omvat een genealogie van de Engelse koningen (Genealogia regum Anglorum) en biografieën van de heilige Ninianus en van Eduard de Belijder (Vita S. Eduardi Confessoris). In zijn nagelaten werken bevinden zich ook vele preken. 
Aelred had, zeker in zijn laatste jaren, een slechte gezondheid als gevolg van diverse kwalen. Dit leidde bij hem echter niet tot een verminderde werklust. Hij overleed in 1166 of 1167. Zijn heiligverklaring volgde al in 1196.